# Александер, Лени
Лени Александер (нем. Leni Alexander; 8 июня 1924, Бреслау — 7 августа 2005, Сантьяго) — чилийский композитор немецкого происхождения.

## Биография
Родилась в еврейской семье, выросла в Гамбурге. В 1938 году семья Александер (мать Ильза Поллак и отчим Зигфрид Уриас) сумели бежать из Германии в Нидерланды, а оттуда перебрались в Чили. В Сантьяго получила учительское образование по системе Монтессори, работала с детьми, изучала психологию в университете. В 1949—1953 гг. занималась композицией под руководством Фре Фоке. Затем получила стипендию для продолжения композиторского образования в Европе и отправилась в Париж, а затем в Венецию: среди её учителей были, в частности, Оливье Мессиан и Бруно Мадерна.
В 1960-е гг. работала в Чили как композитор и музыкальный педагог. В 1969 году вновь отправилась в Париж, где задержалась на целых 17 лет, не желая возвращаться в Чили в условиях диктаторского режима Аугусто Пиночета.
Работала в Amnesty International и в Чилийском комитете солидарности. Одно из наиболее значительных произведений Александер, «… они затеряны в пространстве, полном звёзд…» (фр. ...ils se sont perdus dans l’espace étoilé...; 1974, для фортепиано с оркестром) посвящено памяти Виктора Хары и названо строчкой из стихотворения, написанного им перед гибелью.
В 1986 году Александер наконец вернулась в Чили, продолжая помногу работать во Франции и Германии, особенно как автор музыкальных радиопрограмм и музыки к радиоспектаклям. Умерпла в 2005 году в Сантьяго.
Сын Александер Бастиан Боденхёфер (род. 1961) — известный в Чили актёр телесериалов, в 2000—2002 гг. атташе по культуре Посольства Чили во Франции.